# جورجیو ماستروپاسکا
جورجیو ماستروپاسکا (انگلیسی: Giorgio Mastropasqua؛ زادهٔ ۱۳ ژوئیهٔ ۱۹۵۱) بازیکن فوتبال اهل ایتالیا است.
از باشگاه‌هایی که در آن بازی کرده‌است می‌توان به باشگاه فوتبال پروجا، باشگاه ورزشی لاتزیو، باشگاه فوتبال یوونتوس، باشگاه فوتبال بولونیا، باشگاه فوتبال پیاچنزا، باشگاه فوتبال کاتانیا، باشگاه فوتبال آتالانتا، و باشگاه فوتبال ترنانا اشاره کرد.